# NGC 687
NGC 687 è una galassia lenticolare situata nella costellazione di Andromeda, a una distanza di circa 233 milioni di anni luce dalla nostra Via Lattea.

## Scoperta
NGC 687 è stata scoperta il 21 settembre 1786 dall'astronomo britannico di origine tedesca William Herschel.

## Gruppo di NGC 669
NGC 687 fa parte del Gruppo di NGC 669. Questo gruppo contiene più di una trentina di galassie, 15 delle quali compaiono nel New General Catalogue e 3 nell'Index Catalogue.